# Nikos Pappas (Admiral)
Nikolaos „Nikos“ Pappas (griechisch Νικόλαος «Νίκος» Παππάς, * 21. August 1930 in Kymi; † 5. April 2013 in Athen) war ein griechischer Admiral.
Zum Offizier wurde Pappas an der Akademie der Hellenischen Marine ausgebildet und weiterführend an der Navigation School der britischen Royal Navy sowie am NATO Defense College in Rom.
Ab 1963 diente er zunächst zwei Jahre lang als Adjutant dem Verteidigungsministerium. 1971 wurde ihm die Leitung der Marineunteroffizierschule anvertraut.
Seit dem Putsch 1967 planten Marineoffiziere unter Pappas’ Führung mehrfach den Sturz der Junta und die Rückkehr zur Demokratie. Nachdem am 2. April 1973 Karamanlis aus dem Pariser Exil die Rückkehr des Königs und die Bildung einer neuen Regierung gefordert hatte, wertete der Nachrichtendienst KYP dies als Aufruf an die königstreuen Teile der Streitkräfte zu handeln. Der 1973 entwickelte Plan sah vor, die Besetzung der Marinebasis auf der Kykladeninsel Syros im Rahmen einer NATO-Übung und im Erfolgsfall die anschließende Blockade der Häfen von Piräus und Thessaloniki. Sollte die Junta der Aufforderung zum Aufgeben nicht nachkommen, hätte die Marine die Straßen nach Athen mit Schiffsartillerie blockiert. Am 2. Mai um 2 Uhr nachts sollte die Operation beginnen. Pappas wurde noch in der Nacht informiert, dass die Verschwörung gescheitert war. Zwischenzeitlich befand er sich mit dem Zerstörer Velos südwestlich von Rom in italienischen Gewässern. Er erhielt in Italien politisches Asyl. In der Folge wurden etwa 70 royalistische Offiziere und einige ehemalige Minister darunter Evangelos Averoff inhaftiert. Am 1. Juni 1973 ließ der Diktator Papadopoulos die Monarchie abschaffen und für den 29. Juli ein Referendum über die Staatsform durchführen.
Nachdem Pappas 1974 nach Griechenland zurückgekehrt war, wurde ihm zunächst die Leitung der Marinebasis von Salamina übertragen, bevor er 1976 für die folgenden drei Jahre zur Royal Navy abgeordnet wurde. Nach seiner erneuten Rückkehr nach Griechenland im Jahre 1979 diente er weiter der Hellenischen Marine und amtierte zwischen November 1989 und April 1990 in der Übergangsregierung Xenophon Zolotas als Minister der Handelsmarine.
Er war mit Chariklia Papanastasiou verheiratet und hatte mit ihr zwei Söhne.